# Siegmund Crummenerl
Siegmund Crummenerl (im Exil benutzte er auch das Pseudonym: Krieger) (* 19. Februar 1892 in Lüdenscheid; † 23. Mai 1940 in Paris) war als Mitglied des Vorstandes der Sopade aktiv am Widerstand gegen den Nationalsozialismus aus dem Exil beteiligt. 

## Leben
Crummenerl war gelernter Graveur und arbeitete vor dem Ersten Weltkrieg in Belgien. Zwischen 1914 und 1918 leistete er während des Ersten Weltkrieges Kriegsdienst. Danach war er aktives Mitglied der Sozialistischen Arbeiterjugend. Er war Unterbezirksvorsitzender der Organisation in Lüdenscheid, Altena und Iserlohn und gehörte dem Bezirksvorstand im Westlichen Westfalen an. Zwischen 1922 und 1924 war er als Gewerkschaftssekretär des Deutschen Metallarbeiterverbandes in Lüdenscheid tätig. 
Danach wurde er Jugend- und Bildungssekretär des SPD-Bezirks Magdeburg-Anhalt. Später war er Kommunalsekretär und Kassierer des Bezirkes. Crummenerl war ab 1929 Stadtverordneter in Magdeburg. Er heiratete Martha Bühring, eine Tochter von Maria Bühring. Seit 1929 gehörte er der Kontrollkommission der SPD an. 1931 war er Delegierter auf dem Leipziger Parteitag. Seit Februar 1932 war er Hauptkassierer der SPD auf Reichsebene.
Im Mai 1932 wurde er Zeuge des Überfalls von mehreren Reichstagsabgeordneten unter Führung von Edmund Heines auf den Publizisten Helmuth Klotz im Restaurant des Reichstags: Crummenerl und andere im Restaurant anwesende Personen griffen ein und beendeten den Angriff. In der am folgenden Tag vor dem Schnellschöffengericht stattfindenden Verhandlung über den Vorfall trat er als Zeuge auf.
Nach dem Rücktritt des alten Parteivorstandes am 26. April 1933 nach dem Beginn der nationalsozialistischen Herrschaft gehörte er auch dem neuen Vorstand als Schatzmeister an. Er wurde zusammen mit Otto Wels, Friedrich Stampfer, Paul Hertz, Hans Vogel und anderen in das damals noch freie Saarbrücken entsandt, um dort eine Außenstelle der Partei aufzubauen. Von den Resten der in Berlin zurückbleibenden Parteiführung um Paul Löbe wurde dies als Flucht kritisiert. Lediglich Kurt Schumacher verteidigte dies, waren die drei doch im Auftrag der Partei nach Saarbrücken gegangen. Von Saarbrücken aus ging er dann nach Prag ins Exil. 
Er war maßgeblich daran beteiligt, einen Teil des Parteivermögens zu retten. Dies bildete die Grundlage für die Arbeit der Sopade. Deren Vorstand gehörte Crummenerl als Schatzmeister an. Er neigte anfangs den Positionen der Gruppe Neu Beginnen zu, ehe er sich später stärker Wels und Vogel anschloss. Zeitweise stand er einer Volksfront mit der KPD aufgeschlossen gegenüber. Er ging 1938/39 nach Paris, um die Umsiedlung des Vorstandes vorzubereiten. Er starb dort an Darmkrebs unmittelbar vor der deutschen Besetzung der Stadt.